# کارنامه‌ی بندار بیدخش
کارنامه‌ی بُندارِ بیدَخش یک «برخوانی» از بهرام بیضایی است «برای دو برخوان» که اوّل بار نویسنده خود با بازیِ مهدی هاشمی و پرویز پورحسینی به سالِ ۱۳۷۶ بر صحنه برد.

## متن
بیضایی این نمایشنامه را سالِ ۱۳۷۴، پس از سی‌وپنج سال که از نگارشِ نسخهٔ اولیه‌اش می‌گذشت، بازمی‌یابد؛ و، پس از ویرایش و به پایان رساندنش در همان سال، در زمستانِ ۱۳۷۶، پس از بازگشت از سفرِ دیرانجامیدهٔ استراسبورگ، به نمایش درآورده و همچون سوّمین برخوانی (پس از «اژدهاک» و «آرش») در کتابِ سه بَرخوانی در انتشاراتِ روشنگران و مطالعات زنان به چاپ می‌رساند. «کارنامهٔ بندار بیدخش» پیش‌ترک در ماهنامهٔ کِلک (شماره ۷۶-۷۹ تیر تا مهر ماه ۱۳۷۵) منتشر شده بود. نیز در جلدِ یکُمِ دیوان نمایش (۱۳۸۲) نسخه‌ای باز هم بازنگری‌شده از این کار چاپ شده است.

## داستان
بُندار دانشمندی است که جامِ جهان‌نما را برای جم ساخته است و چنان که برمی‌آید بیدخشِ اوست. او با اعتماد کامل، انواع دانش‌ها را به شاه می‌آموزد و جم نیز با این دانش‌ها بر جهان حکم می‌راند.اما جم بندار را تنها نردبانی از بهر صعود به قله قدر می‌داند و قدرت نیز چشمانش را کور کرده‌است. وی بندار بیدخش را فراموش کرده و از بیم این که مبادا روزی بندار دانشمند، این دانش‌ها را به دشمنی بیاموزد، او را به زندان «روئینه دژ» که ساخته دست و دانش خود بندار است می‌افکند. بندار در گوشه زندان به گذشته خود می‌نگرد و افسوس می‌خورد که چرا آن اندازه نسبت به شاه خوش‌بین بود و هنگام ساختن روئینه دژ، دست کم راهی پنهان برای روز مبادای خود هم تعبیه نکرد تا بگریزد.

## نمایش
نخستین بار بیضایی این نمایش را از بهمنِ ۱۳۷۶ تا اردیبهشتِ ۱۳۷۷ در تالار چهارسوی تئاترِ شهر در تهران با بازیِ پرویز پورحسینی (در نقشِ جَم) و مهدی هاشمی (در نقشِ بُندار) بر صحنه برد. سپس همین نمایش به دعوتِ روبرتو چولی و هلموت شفر در روزهای ۲۱ و ۲۲ سپتامبر در تماشاخانهٔ روئر در مولهایم نیز اجرا شد.
فیلمِ این نمایش که در واپسین اجراهای تهران ضبط شده بود در خردادِ ۱۳۹۵ در سینما چهارسوی تهران به نمایشِ همگانی درآمد.

### دیگر نمایش‌ها

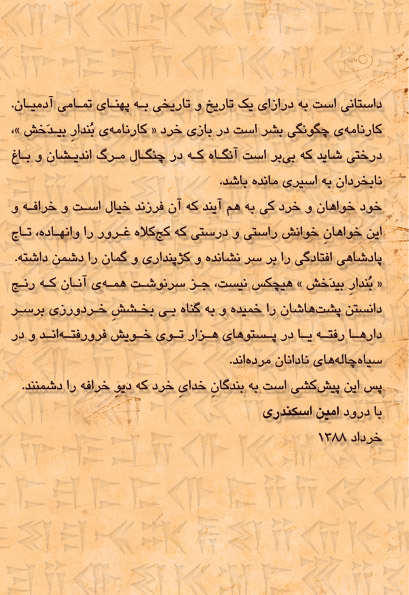
پشت‌نویسیِ برنوشتِ نمایشِ کارنامه‌ی بُندارِ بیدَخش در کازرون

این نمایشنامه بارها به شیوه‌های گوناگون بر صحنه رفته است.
- کارنامهٔ بندار بیدخش، اجرا کازرون، سالن اداره ارشاد، کارگردانی امین اسکندری، تاریخ خرداد ماه ۱۳۸۸.[۶]
- کارنامهٔ بندار بیدخش، اجرا تهران (سالن ارغنون)، شهریور ماه ۱۳۹۵، به کارگردانی آرش اشاداد
- کارنامه‌ی بندار بیدخش، اجرا تهران ( تالار محراب )، دی و بهمن ماه ۱۳۹۸، به کارگردانی علی جهانجونیا
- کارنامه ی بندار بیدخش ، اجرای تهران (فرهنگسرای نیاوران ، گوشه) آذر 1384 ، به کارگردانی مهراو نوری (دومین جشنواره نمایشنامه خوانی بنیاد فرهنگی هنری نیاوران )
- کارنامه ی بندار بیدخش ، اجرای تهران (سالن مکتب) مهر 1394 ، به کارگردانی مهرآو نوری ،(جشنواره نیمکت)